# Исмаил Кадаре
Исмаил Кадаре (алб. Ismail Kadare; Ђирокастра, 28. јануар 1936 — Тирана, 1. јул 2024) био је албански књижевник, песник, есејиста, сценариста и драматург. Био је водећа међународна књижевна личност и интелектуалац. Бавио се превасходно поезијом све до објављивања свог првог романа, Генерал мртве војске, који му је донео међународну славу.
Кадаре је 1992. године добио светску награду Чино Дел Дука. Године 2005 му је додељена инаугурална међународна награда Ман Букер; 2009. Награда принца од Астурије за уметност; и 2015. године Јерусалимска награда. Добитник је награде Парк Кјонг-ни 2019. и међународне награде за књижевност Нојштат 2020. године. Француска га је 1996. године поставила за страног сарадника Академије наука о моралу и политици Француске, а 2016. је добио титулу Командир Легије части. Био је 15 пута номинован за Нобелову награду за књижевност. Од 1990-их, обе главне политичке странке у Албанији су од Кадара тражиле да постане председник Албаније на основу консензуса, али је он то одбио.
Његов номинациони поротник за Нојштатску награду написао је: „Кадаре је наследник Франца Кафке. Нико од Кафкиног доба није ушао у паклени механизам тоталитарне моћи и њеног утицаја на људску душу у толико хипнотичкој дубини као Кадаре.” Његово писање се такође пореди са писањем Николаја Гогоља, Џорџа Орвела, Габријела Гарсије Маркеза, Милана Кундере и Балзака. Живећи у Албанији у време строге цензуре, Кадаре је осмислио лукаве стратегије како би надмудрио комунистичке цензоре који су забранили три његове књиге, користећи средства као што су парабола, мит, басна, народна прича, алегорија и легенда, прошаране двоструким значењима, алузијама, инсинуацијама, сатиром и шифрованим порукама. Године 1990, да би побегао од комунистичког режима и његове тајне полиције Сигурими, пребегао је у Париз. Његова дела су објављена на 45 језика. „Њујорк тајмс“ је писао да је он био национална личност у Албанији која се по популарности може поредити са Марком Твеном у Сједињеним Државама, и да „тешко да постоји албанско домаћинство без Кадарове књиге“.
Кадара неки сматрају једним од највећих писаца и интелектуалаца 20. и 21. века и универзалним гласом против тоталитаризма. Био је супруг књижевнице Хелене Кадаре и отац амбасадорке у Уједињеним нацијама и потпредседнице Генералне скупштине УН, Бесијане Кадаре.

## Биографија
Кадаре је рођен 28. јануара 1936. у Ђирокастру, на југу Албаније, у породици скромног судског службеника. Мајка му потиче из имућне породице, тако да одраста у либералној и образованој грађанској средини. Детињство и родни град (под наизменичном италијанском односно грчком окупацијом током Другог светског рата) описује у роману „Хроника у камену”.
Студирао је на Факултету у Тирани и на Институту за књижевност „Максим Горки” у Москви.
Шездесетих година XX века ради као новинар и уредник, када почиње да објављује поезију. Године 1963. објављује први роман, Генерал мртве војске, који доживљава успех и у земљи и у иностранству. По роману је 1983. снимљен истоимени филм с Марчелом Мастројанијем у главној улози.
Од тада до смрти редовно је објављивао бројна дела која су га учинила једним од најзначајијих европских писаца XX века. Међу њима се посебно истиче „Палата снова”, политичка алегорија чија је радња смештена у османском Истанбулу, али којом Кадаре на суптилан начин критикује комунистички режим Енвера Хоџе.

Године 1990, пред сам пад комунизма у Албанији, добија азил у Француској. Азил је затражио због, како каже, непомирљивости истинског књижевног стваралаштва и диктатуре: 
| „ | Писац је природни непријатељ диктатуре. | ” |

Кадаре остаје у Француској до 1999, кад се враћа у Албанију. До смрти је живео на релацији Тирана–Париз.
Сматра се за највећег албанског писца.

## Одабрана дела
- Генерал мртве војске (1963),
- Тврђава (1970),
- Хроника у камену (1971),
- Велика зима (1977),
- Мост на три лука (1978),
- Прекинути април (1980),[6][7]
- Палата снова (1981),
- Концерт на крају зиме (1988),
- Пирамида (1992)
- Разговор о брилијантима једног децембарског поподнева (2013)

### Преводи на енглески
Следећи романи Кадареа преведени су на енглески:
- The General of the Dead Army (алб. Gjenerali i ushtrisë së vdekur)
- The Siege (алб. Kështjella)
- Chronicle in Stone (алб. Kronikë në gur)
- Broken April (алб. Prilli i thyer)[6]
- The Three-Arched Bridge (алб. Ura me tri harqe)
- The Palace of Dreams (алб. Pallati i ëndrrave)
- The Concert (алб. Koncert në fund të dimrit)
- The File on H (алб. Dosja H: roman)
- The Pyramid[14]
- Elegy for Kosovo (алб. Tri këngë zie për Kosovën)
- Spring Flowers, Spring Frost (алб. Lulet e ftohta të marsit)
- The Successor (алб. Pasardhësi)
- Agamemnon's Daughter (алб. Vajza e Agamemnonit)
- The Blinding Order (алб. Qorrfermani)
- The Fall of the Stone City (алб. Darka e Gabuar)
- The Accident (алб. Aksidenti)
- The Ghost Rider (алб. Kush e solli Doruntinën?)
- Twilight of the Eastern Gods (алб. Muzgu i perëndive të stepës)
- A Girl in Exile (алб. E penguara)
- The Traitor's Niche (алб. Kamarja e turpit)
- Essays on World Literature: Aeschylus • Dante • Shakespeare (алб. Tri sprova mbi letërsinë botërore)
- Stormy Weather on Mount Olympus (алб. Stinë e mërzitshme në Olimp)
- The Doll: A Portrait of My Mother (алб. Kukulla)

## Награде, признања, чланства
- Дописни члан Академије моралних и политичких наука у Паризу,
- Добитник одликовања француске Легије части,
- Добитник награде Приx мондијал Кино дел Дука 1992.,
- Добитник Међународнe Букер наградe 2005.,
- Добитник награде Принц од Астурије 2009.[15]